# 安住紳一郎の日曜天国
『安住紳一郎の日曜天国』（あずみしんいちろうのにちようてんごく）は、2005年4月10日からTBSラジオが放送しているラジオ番組である。TBSテレビアナウンサーの安住紳一郎がパーソナリティを務め、毎週日曜日10:00 - 11:55に放送している。「にち10（にちてん）」（新聞ラジオ欄のみ「安住紳一郎のにち10」表記）と略称している。

## 概要
日曜日を楽しく過ごすためのトークバラエティ番組である。毎週多彩なゲストを迎えたり、リスナーからテーマに沿ったFAXやメールを募ってそれを紹介したり、週末のお出掛け情報をリポートしている。近年、ほかのワイド番組であまり見られない、電話による受付も継続している。
番組のオープニングは安住が個性豊かなフリートークを展開し、30分前後話し続ける。
JNN・JRN系列局に所属する優秀なアナウンサーを表彰する「アノンシスト賞」の2007年度最優秀賞を2008年3月2日放送分のオープニングで受賞した。「秋田市に出張で訪れた際に、「ファンキーボウル」でボウリングをしていたら、家族連れで訪れていた隣のレーンの女性の下着が真正面から見えてスコアががた落ちした」という内容だった。実際に応募する予定だった作品は、「『アメリカ合衆国の州覚え歌』から『日本全国都道府県覚え歌』につながる」10分間であった。
2015年1月25日放送分で放送500回、2019年1月27日放送分で放送700回を迎え、2021年1月31日放送分で放送800回を迎えた。2025年2月2日に放送1000回を迎えた。
番組の放送される日曜日は前夜のTBSテレビ『情報7daysニュースキャスター』終了後、反省会や他番組の打ち合わせを午前1時まで続けた後、朝5時まで当番組の打ち合わせを行い、準備が間に合わない時は、そのまま寝ずに番組に臨むこともある。週1回の放送につき1500通ほどの投稿がある。また2011年以降、例年7月頃はTBSテレビの大型生放送音楽特番『音楽の日』の総合司会を務めた後に『ニュースキャスター』に出演、翌朝に当番組の生放送というハードスケジュールをこなしている。

### 聴取率
聴取率は2007年10月度調査2.1%、2007年12月度調査2.3%、2008年2月度調査2.4%、2008年6月度調査2.1%、2009年6月度調査2.4%、2009年10月度調査2.7%で、ラジオ局ワイド番組で1位である。2008年は4月度1.7%と急落したが6月度は回復した。2013年8月期と10月期は2.9％で過去最高の2009年10月期2.7％を更新した。
2014年6月期の調査は、各局の裏番組で2014 FIFAワールドカップグループC（W杯）・コートジボワール vs 日本戦の中継が放送される中、TBSラジオは「レギュラー番組への支持が高い」ことを理由に通常通り当番組を放送し、1.9%で同時間帯1位であった。各局横並びの大規模スポーツイベント中継に一石を投じた。
2024年度「radikoで聴かれた在京在阪中部のラジオ番組ランキング」において1位を獲得した。

## コーナー
- 10:00 オープニング
  - 番組開始直後の挨拶は、安住が「おはようございます。○月○日日曜日、朝10時になりました。安住紳一郎です。[注 6]」と挨拶の後に、中澤が「おはようございます。中澤有美子です。」と挨拶する。その後は、「皆さんはどんな日曜日の朝をお迎えでしょうか」と安住が文言を加え、フリートークに入る[注 7]。主に前半は天気予報を伝えている。
  - 1週間に安住の周辺で起こった出来事を中心にフリートークを進行する。週により前半の長さは異なる。
  - 後半はリスナーからのメッセージ[注 8]とともに、リクエスト曲を掛ける。
- 10:25 TBSラジオ 交通情報
- 10:30 にち10おでかけリサーチ
  - TBSラジオキャスターが、「週末に楽しめるオススメのおでかけスポット」から中継でリポート（このコーナーは前番組の『CUBE』から続いている）。
  - 2020年の新型コロナウイルス感染症拡大から暫くの間、感染防止を理由にTBSラジオ全体から中継コーナーが消滅したため、スタジオでラジオキャスターが解説する方式に変わった期間があった。
- 10:35 さばいて にち10
  - 開始当初はTBSアナウンサーが週替わりでスタジオ出演し、世界の「B級ニュース」を紹介するコーナーだった。2006年10月から外山惠理が担当し、1週間のニュースの振り返りと気になる出来事を独特の視点で取り上げるコーナーとなる。2010年7月から月1 - 2回は外山の代わりに他のTBSテレビアナウンサー[注 9]が出演する。2018年から構成作家の布広太一が出演する日は1週間ニュースの振り返りはない。
- 10:45 にち10ダバダ
  - メッセージ紹介。
  - コーナー名が呼称される事はなく、コーナーの冒頭も最後も提供スポンサーの読み上げだけである。
- 10:55 TBSラジオ 交通情報・週末の天気予報
  - 10時台のコーナーが延びた場合、天気予報が11時の時報後になることがある。
- 11:00 東京ガスグループ presents ゲストdeダバダ
  - ゲストコーナー。
  - 時報明けは安住が「安住紳一郎の日曜天国、[注 10]お聞きの放送はFM905、AM954、TBSラジオです[注 11]。」のジングルが流れる。
  - 現在は東京ガスグループ[注 12]の一社提供で、トーク終了後に東京ガスのインフォマーシャルが入る。
- 11:25 TBSラジオ 交通情報
- 11:27 にち10ダバダ 11時台
  - メッセージ紹介・リクエスト曲。
  - 当枠も「安住紳一郎の日曜天国。」とアナウンスされる。
- 11:50 TBSラジオ 交通情報
- 11:53 エンディング
  - プレゼントの当選者発表と来週のゲスト・メッセージテーマの予告。次週予告はない場合がある。

開始から2009年10月4日まで「TBSニュース」、2009年10月11日から2010年4月4日まで「週末版TBSラジオショッピング」を「にち10ダバダ11時台」の後11:50 - 11:55のコーナーとして内包し、当番組は12:00まで放送した。2010年4月11日から5分短縮され、11:55 - 12:00はラジオショッピング番組→ミニ番組 となった。その後「TBSニュース」は12:29→12:58のスポット枠、「週末版TBSラジオショッピング」は『プレシャスサンデー』に移行した。

## 出演者
特記以外は出演当時TBS→TBSテレビの現職アナウンサーである。

### パーソナリティ
- 安住紳一郎
  - 毎年10月の上旬に取得する夏季休暇などで休演する場合には、基本として、「さばいてにち10」担当の後輩アナウンサーがパーソナリティに起用している。この場合には、代行者を問わず、放送上のタイトルを『安住紳一郎の日曜天国』に統一している。ただし、2018年・2019年の休演日には、上記のアナウンサー以外のレギュラー出演者（アシスタントなど）がパーソナリティを代行。また、当番組にレギュラーで出演していないフリーアナウンサーをパーソナリティ代理を迎える場合には、番組タイトルを『（パーソナリティ代理者の氏名）の日曜天国』に変更している（詳細後述）。
    - 2021年1月3日には、安住以外のレギュラー出演者が年末年始休暇を取得していたにもかかわらず、安住の単独進行による生放送を実施。通常はアシスタントが担当する提供クレジットの読み上げや、番組内の「TBS交通情報」における日本道路交通情報センター担当者への呼び掛けも安住に委ねられた。その一方で、「にち10ダバダ」を自身の経歴などに触れたフリートーク[注 15]に充てたほか、他のコーナーを前年放送分の「総集編」として編成した。

  - 2024年パリオリンピックの期間中は、TBSテレビ系列における競技中継で総合司会を担当。大会序盤の7月28日（日曜日）には、開催地のパリ（フランス）から男子サッカー競技・予選グループステージD（日本対マリ戦）中継を日本時間の早朝（6:00）まで進行していたが、当番組にも現地からの生中継で出演した。

### アシスタント
いずれもフリーアナウンサー
- 中澤有美子（2006年4月2日 - 2007年10月21日・2008年1月6日 - ）
  - 2024年7月28日には、前述した事情で安住がパリからの生中継で出演することに伴って、TBSラジオスタジオ側の進行（事実上のパーソナリティ代理）を任されていた。
- 佐藤さやか（2007年10月28日 - 12月30日・2009年以降は年1回[注 16]） - 中澤の不在時に出演。
  - 2007年9月9日 - 2014年10月5日の間、安住が不在の時は中澤がメインで、外山惠理がアシスタントを担当していた。年1回のペースで9 - 11月中の放送において先述の態勢をとっていた[注 17] 。
  - 番組初期は、TBSテレビの男性アナウンサーが安住の代理を務めたほか、2012年10月28日・2014年10月5日は中澤・外山に加え、杉山が「さばいてにち10」担当で出演した。外山降板後の2015年9月6日は、杉山が「さばいてにち10」から番組のエンディングまで出演した。

### リポーター

#### 「さばいて にち10」担当
2017年4月2日以降。週替わりで担当。
- 柴田秀一（元TBSテレビアナウンサー／2014年10月12日 - ）
- 赤荻歩（2020年4月 - ）[注 18]
  - 2023年の初回（1月8日放送分）では、安住が新型コロナウイルス感染症への罹患によって出演を見合わせたことを受けて、パーソナリティを代行[10]。
- 若林有子（2021年10月 - ）
  - 2023年9月までの日曜日には、当番組への出演後にTBSテレビの定時ニュース（午前11時台の『JNN NEWS』→午後の関東ローカル向け『TBS NEWS』→夕方の『Nスタ』）を担当していた。また、当番組と同じ時間帯にTBSテレビで生放送の『サンデージャポン』（通称『サンジャポ』）にも、「サンジャポジャーナリスト」という肩書でロケVTRにのみ登場することがある。
  - 2023年11月5日放送分では、年次休暇を取得した安住に代わってメインパーソナリティを担当。当日の「さばいて　にち10」には赤荻が出演した[11]。

- 小沢光葵（2023年10月 - ）

2016年の初回（1月3日放送分）では、安住・中澤の休暇に伴って杉山がパーソナリティを代行していたため、TBSラジオキャスターの柳沢怜が「さばいて にち10」を担当。2018年以降は、上記の人物に加えて、構成作家の布広太一（後述）も随時担当している。

#### 「おでかけリサーチ」担当
TBSラジオキャスター経験者（阿部のみ元職・残り3人は現役）。以下の4人が週替わりで担当。
- 楠葉絵美（2009年5月17日 - ）
- 柳沢怜（2011年5月15日 - ）
- 久保絵理紗（2016年10月9日 - ）
- 阿部文音（2020年10月25日 - ）

### 気象予報士
- 坐間妙子（ウェザーマップ）
  - 2021年4月から2024年3月までは『地方創生プログラム ONE-J』（JRN32局ネットの生放送番組）にも出演していた。

### スタッフ
- プロデューサー：後藤一
- ディレクター：慎明男、田中賢志郎
- TD：大沢晴美
- 構成作家：佐藤研、布広太一、大仲マリア、椎名治仁、佐野柚希
- AD：亀山真帆（ラジオクラウドの案内役も担当）

### 過去の出演者・スタッフ

#### TBSテレビアナウンサー以外のパーソナリティ代理者
- 福島暢啓（毎日放送アナウンサー／2018年10月7日）[12] - 起用の経緯については後述
- 古舘伊知郎（テレビ朝日出身のフリーアナウンサー／2019年10月20日）[13]
- 佐倉綾音（声優／2024年10月7日）[14]
  - 上記の3名が代演した際には、番組タイトルを『（パーソナリティ代理者の氏名）の日曜天国』に変更したうえで放送した。
- 永山裕子（水彩画家／2023年8月6日） - 自他共に認める「ヘビーリスナー」で、同日以前の放送に「ゲスト」として出演した経験を持つ。このような縁から、安住が発声の不調によって当日の生放送を途中で退席した際に、放送を通じて代役を急遽依頼された（詳細後述）。

#### アシスタント
- 原ゆう子（フリーアナウンサー／2005年4月10日 - 2006年3月26日）

#### さばいてにち10
- 橘しんご（フリーキャスター／2005年4月10日 - 9月25日）
- 岡村仁美（「さばいてにち10」担当／2010年7月18日 - 2011年10月2日[15]、2010年7月から10月までは毎月第3日曜日、2010年11月以降は第1または第5日曜日を担当） - 外山が不在のときに出演。
- 外山惠理（「さばいてにち10」「週末版TBSラジオショッピング」担当／番組レギュラーとしては2006年10月 - 2014年10月5日）
  - 2011年10月30日から2013年4月7日までは、外山が出演できない場合は杉山・井上貴博・加藤シルビアらが代行。
- 杉山真也（「さばいてにち10」担当／2013年5月 - 2021年9月）
- 笹川友里（「さばいてにち10」担当／2014年10月19日 - 2015年3月22日[15]）
- 皆川玲奈（「さばいてにち10」担当／2015年5月17日 - 2016年3月20日[注 19]）
- 上村彩子（「さばいてにち10」担当／2016年4月17日 - 2017年3月19日[注 20]）
- 室照美（フリーアナウンサー・「さばいてにち10」担当／2017年4月23日 - 2018年8月19日[注 21]）
- 小林由未子（「さばいてにち10」担当／2017年5月14日 - 降板時期不明）
- 伊東楓（2020年6月21日 - 2021年2月21日[16]）

#### 「おでかけリサーチ」担当
すべて当時TBS954情報キャスター。2007年12月]まで佐藤が1人で担当した。2008年1月 - 2013年7月の間は現役含めて3人で週替わりで担当した。
- 佐藤しほ里（2005年4月10日 - 2011年4月24日）
- 熊谷光紗（2008年1月13日 - 2009年3月29日）
- 新崎真倫（2008年1月20日 - 2010年3月14日）
- 岡島知世（2011年5月8日 - 2013年7月28日）
- 阿部真澄（2014年5月18日 - 2017年2月5日）

#### 気象予報士
いずれもウェザーマップ所属、その後退社した者を含む。
- 江花純
- 松田朋子
- 美濃岡洋子
- 海老原美代子
- 元井美貴
- 佐々木聡美
- 知念有美
- 小野塚千恵
- 山岸朋美

#### スタッフ
- プロデューサー：飯島一彰、今井仁、本多良江、川原雅史
- ディレクター：田辺佑子、鈴木裕司、赤木舞子、田中幸弘
- 構成作家 : 利光宏治、及川浩和、坂田愛、新谷雄介
- AD（ポッドキャストの案内役も担当）：中山一紀[注 22]、廣重崇[注 23]、刈屋瑛子

## 放送リスト

### 2005年
| 回数 | 放送日   | ゲスト           |
| ---- | -------- | ---------------- |
| 1    | 4月10日  | なし             |
| 4    | 5月8日   | カイヤ           |
| 5    | 5月15日  | 石田純一         |
| 6    | 5月22日  | ブラザー・トム   |
| 8    | 6月5日   | 野々村真         |
| 11   | 6月26日  | 柳沢慎吾         |
| 12   | 7月3日   | ピーコ           |
| 13   | 7月10日  | 高田純次         |
| 16   | 7月31日  | 松崎しげる       |
| 17   | 8月7日   | 風見しんご       |
| 18   | 8月14日  | アリtoキリギリス |
| 20   | 8月28日  | おすぎ           |
| 23   | 9月18日  | ルー大柴         |
| 24   | 9月25日  | 野口五郎         |
| 25   | 10月2日  | モト冬樹         |
| 26   | 10月9日  | パンチ佐藤       |
| 28   | 10月23日 | みうらじゅん     |
| 29   | 10月30日 | 假屋崎省吾       |
| 30   | 11月6日  | グッチ裕三       |
| 35   | 12月11日 | 松尾貴史         |
| 37   | 12月25日 | 島崎和歌子       |

### 2006年
| 回数 | 放送日   | ゲスト                   |
| ---- | -------- | ------------------------ |
| 38   | 1月8日   | 浅香唯                   |
| 39   | 1月15日  | 土田晃之                 |
| 41   | 1月29日  | 波田陽区                 |
| 42   | 2月5日   | パックンマックン         |
| 49   | 3月26日  | 竹中直人                 |
| 50   | 4月2日   | グッチ裕三               |
| 56   | 5月14日  | 蛭子能収                 |
| 57   | 5月21日  | さかなクン               |
| 60   | 6月11日  | 中村玉緒                 |
| 62   | 6月25日  | 大山のぶ代               |
| 63   | 7月2日   | パックンマックン         |
| 64   | 7月9日   | デーモン閣下             |
| 65   | 7月16日  | 糸井重里                 |
| 66   | 7月23日  | 中村啓子                 |
| 67   | 7月30日  | パンツェッタ・ジローラモ |
| 70   | 8月20日  | ふかわりょう             |
| 74   | 9月17日  | 森岡浩                   |
| 75   | 9月24日  | ドクター中松             |
| 76   | 10月1日  | 中井広恵                 |
| 77   | 10月8日  | 西成活裕                 |
| 78   | 10月15日 | 町田忍                   |
| 79   | 10月22日 | 松尾貴史                 |
| 80   | 10月29日 | グッチ裕三               |
| 82   | 11月12日 | 秋庭俊                   |
| 83   | 11月19日 | 松本圭介                 |
| 84   | 11月26日 | さくまあきら             |
| 85   | 12月3日  | 中村一樹                 |
| 86   | 12月10日 | 染谷栄                   |
| 87   | 12月24日 | 加藤健二                 |
| 88   | 12月31日 | 大平貴之                 |

### 2007年
| 回数 | 放送日  | ゲスト     |
| ---- | ------- | ---------- |
| 89   | 1月7日  | 唐沢俊一   |
| 90   | 1月14日 | 外崎肇一   |
| 91   | 1月21日 | 川相昌弘   |
| 92   | 1月28日 | 三遊亭右紋 |
| 93   | 2月4日  | 秀島一生   |
| 94   | 2月11日 | 丹道夫     |
| 96   | 2月25日 | 大竹まこと |
| 97   | 3月4日  | グッチ裕三 |
| 99   | 3月18日 | やくみつる |
| 100  | 3月25日 | 関根眞一   |

## エピソード
2006年5月14日放送で、ラジオが大好きで当番組の大ファンである目が不自由な女児から、点字の便りと、同封された母親からの手紙に感極まり嗚咽が止まず、途中からアシスタントの中澤有美子が代読した。この場面は、12月17日の『伊集院光 日曜日の秘密基地』「TBSラジオ珍プレー好プレー大賞2006」で「好プレー」にノミネートされた。
2007年夏まで、略称は「日曜天国」を略した「にち天」だったが、リスナーからの「（日曜10時から放送されるため）『にち10』だと思っていた」との投稿を受けて、読みはそのままで表記を「にち10」に変更した。
安住は、2008年10月開始の新番組『情報7days ニュースキャスター』で司会を務めるため、担当番組数超過を回避して『ドリーム・プレス社』を降板することを、当番組の同年10月5日放送で発表した。
著名人からの投稿も多く、2020年は黒沢かずこ（森三中）がラジオネーム「さとうとさとう」で投稿・採用されているほか、フリーアナウンサー・有働由美子も投稿している。

### スペシャルウイーク
TBSラジオは2018年12月以降、聴取率調査に合わせたスペシャルウィークと通称される特別編成を廃止した。以下は2018年10月までに実施されたものである。プレゼント企画は2018年12月以降も不定期で実施される事がある。

#### リスナー確認調査、フランチャイズタウン選挙
2007年から2013年までの毎年12月のスペシャルウイークに、「リスナー確認調査」と称する企画を催した。リクエスト電話、FAX、電子メールなどで寄せられる「聴取している地域」を実況する。2007年は3週間、2008年以降は2週間催した。1週目のスペシャルウイークで報告を受け、2週目以降は集計結果を放送した。安住の嗜好を反映して「選挙速報ごっこ」の要素を含んでいる。
- 2009年12月20日は、RAB（青森放送・青森県）、SBC（信越放送・長野県）、RSK（山陽放送・岡山県）への臨時ネットがあり、1都9県の聴取者に呼びかけた。この日はゲスト参加のネット局からのプレゼントも用意された。エンディングで「RABとSBCとRSKでは来週はありませんがインターネットなどでどうぞ」との発言もあった。CM前後にそれぞれの都県の話題をしながら「◯◯（放送局）のみなさん、メッセージお待ちしております」と流された。
- 開始当初は放送の受信状況と番組の参加状況を調査する目的があった。2010年にradikoが再送信を開始してから初の調査となった12月19日以降は、受信状況は考慮対象となり得ず、「電波が悪いのか、俺（安住）が悪いのか」から「俺が悪いのか、俺が好きなのか」にテーマが変わるとした。「ハッスル係数」が最も高かった市区町村、つまり番組と「相性」が最も良い市区町村を番組の「フランチャイズ」[注 26]にするとした。この回では政令指定都市の調査を市単位から区単位に変更した。正確を期すため、市区町村名を出して途中経過の発表や、前回のようにリスナーをはやし立てる発言をしなかった。12月26日に結果が発表され、群馬県多野郡神流町が「フランチャイズ」に決定し、神流町の様子を熊谷光紗が電話で報告した。2011年12月11日は神流町の万場小学校体育館から公開生放送した。
- 2011年12月18日の調査は、12月25日に結果が発表されて昨年に続いて神流町が1位となったが、公開放送翌週の調査で不公平と判断されて「名誉フランチャイズ」扱いとなり、第2位の東京都西多摩郡檜原村が繰り上がりでフランチャイズに決定した。2012年10月14日に檜原村の檜原小学校体育館から公開生放送し、校庭の出店コーナーに、檜原村の焼きそばや名産品、名誉フランチャイズの神流町「じゃがいも焼きそば」、TBSラジオ編成局長が調製するチョコバナナ、日曜天国歴代プロデューサーが調理する豚汁などの飲食販売、警視庁五日市警察署の「薬物乱用防止」キャンペーン、など複数が出店参加した。以降、公開放送では番組や地元・歴代フランチャイズの出店が恒例となっている。
- 2012年12月16日の調査は、2週前に千葉県館山市長から「ハッスル数トップ宣言」が寄せられたため、ハッスル数上位5位以内に入った市区町村で決算投票して最多得票を集めた市区町村をフランチャイズにする、プロ野球の制度を模した「クライマックス方式」を導入した。2012年12月16日のリスナー確認調査で千葉県館山市、東京都八丈町、東京都狛江市、埼玉県越生町、埼玉県鳩山町がクライマックス進出を決め、12月23日に放送で行われた決選投票で2位の東京都八丈町に約100票の差をつけた千葉県館山市が念願のフランチャイズを実現した。館山市はフランチャイズ権を獲得するため、市のウェブサイトで番組へ投稿を告知し、番組ポッドキャストのリンクを掲載した[20] 。毎回選挙速報形式で行われるリスナー確認調査であるが、この年のリスナー確認調査が行われた12月16日は第46回衆議院議員総選挙・東京都知事選挙などの投票日と重なった。
- 2013年12月15日の調査は、前年2位の八丈町が1位となった。例年、リスナーを抽選で招待する無料のバスツアーを行っており、2014年11月30日に行われた公開放送でもツアーを実施した。八丈町は伊豆諸島・八丈島にあり、航空機での移動があるため交通費が多額にかかるうえ宿泊費や食事代まで番組が負担することになったため、11月2日・3日に赤坂サカスで開催されたTBSラジオのイベント「TBSラジオ大感謝祭 ラジフェス2014」で安住が司会進行を務めることを条件としてTBSラジオから予算を引き出すとした。従来「ハッスル」し採用されたリスナーへの礼状としてのみ使用している、有名画家が描いているオリジナルのポストカードを同イベントで販売し費用の一部を捻出した。
- 2014年から放送対象地域外への有料配信サービス「radikoプレミアム」により関東地方以外からの定期的な聴取も可能になり従来の調査が困難になったため、フランチャイズの選定方法を変更することになった。「フランチャイズタウン選挙」と称して、リスナーにスタジオ直通電話に架電するように呼びかけ、先着順による「立候補」の中からフランチャイズタウンの選出を行った。東京都葛飾区・埼玉県所沢市・千葉県佐倉市・神奈川県小田原市・群馬県玉村町の中から投票の結果、2015年のフランチャイズタウンは神奈川県小田原市に決定。2015年11月29日に小田原市立三の丸小学校から公開放送した。
- 2015年12月20日の放送で、2016年はフランチャイズタウンを選出せず、TBSラジオ本社所在地の東京都港区をフランチャイズタウンとする、と報告した。2016年11月6日にTBSの「ラジフェス2016～食べて、笑って、赤坂で!」会場に隣接する国際新赤坂ビル西館で[注 27] 公開生放送した[21]。
- 2016年12月以降は、番組内でフランチャイズタウン選考について言及していない。

#### プレゼント企画
- 2009年から毎年6月のスペシャルウイークは、プレゼントの当選倍率を何人も平等にするために、の趣旨で企画「ミニマムロト2」を催している。リスナーはメッセージなどの最後に、00から99の数字をひとつ記入することで抽選対象になる。番組の最後に、安住が10面のサイコロを使用して当選番号を決める。予算に限りがあるため当選番号の応募人数により、「秀撰手詰め佐藤錦」、「バラ詰め佐藤錦」、「さくらんぼおしぼり」[注 28]と商品の価格が変動する。
  - 2009年8月23日の放送で、「ロト2」に着想した企画「エアロト」を催した。「性善説」に基づく企画で、聴取者の思い浮かべた数字と安住が口にした数字が一致すれば当選となる。自己申告のため多数の応募があり、のちに番組内で安住は「番組はこの企画で多額の借金を背負った」「定期的に当番組を休止してショッピング番組が放送されている（後述）理由もこの企画にある」と語った。
  - 2010年7月4日の「ロト2」は、同時にインターネットで番組のウェブサイトから一切の制限を設けずにストリーミング配信したが、応募メールが大量に寄せられて「番組で使用しているパソコンが煙を出してパンク」した。エンディング時は上位から2番目の商品の人数であったが、復旧後、商品がおしぼりになるほどの応募があったことが判明したが、当選者は全員、上から2番目の商品が送られることとなった。
- 2009年から毎年4月のスペシャルウイークは、北海道富良野産の露地物アスパラガスをプレゼントしている。毎年、安住が研究した最適なゆで時間を発表している。
- 2012年から毎年10月のスペシャルウイークは、群馬県渋川市で作られるフランス原産の洋梨「Doyenné du Comice」をプレゼントしている。フランス語の品種名で、流通量が少なく、販売者や資料により日本語表記に揺れがある。表記揺れに着目し、安住が自ら設定した日本語表記を読み上げて出題し、正しく聴き取ったリスナーに抽選で贈る[注 29]。
  - 2014年10月26日は、前2回のクレームを考慮し、さまざまな条件下で聴取を容易にするため、安住以外にフランス語教室の講師、11月2日のゲストで大阪弁話者の綾戸智恵、都営バスの車内放送を担当する鐵井静寿子、ゲイバー「吉野」のママ吉野寿雄が読んだものを放送し、正解は「ドゥワイエンヌ・デュ・コミス」であった。正解は当日の新聞ラジオ欄に掲載があり[注 30]、エンディングで種明かしされた。

### アシスタント公募
本節の「TBS」は、全て当時の東京放送を指す。
- アシスタントの中澤が2007年10月7日放送で、11月から産休に入ることを発表し、オープニングでアシスタントの代替を公募した。翌週10月14日の放送で予定の繰り上げが発表されて10月28日から産休し、2008年1月に復帰した。
- 外山を代役として検討したが、「2時間一緒にやるには辛い部分がある」と安住と外山の意見が一致して代役は務めなかった。ほかのTBSアナウンサーも産休や寿退社などで人手不足であり、公募した。
- 自薦、他薦と多数の応募があったが、TBSアナウンサー広重玲子や954情報キャスター白井京子が個人で応募していた。安住はTBS社内で広重とすれ違った時に落選を通知した。
- 安住と番組スタッフの選考で中澤の産休期間中は元福島放送のフリーアナウンサー佐藤さやかがアシスタントを代行する、と2007年10月21日の放送で発表した。発表後の放送中に安住が佐藤の自宅へ架電するも留守で、のちに佐藤の携帯電話へ架電して安住・中澤・佐藤の3人の会話が放送された。
- 佐藤は2007年10月28日から12月30日まで中澤の代役を務めた。
- 2009年9月6日の放送は中澤が夏休みのため不在となり、佐藤が約2年ぶりにアシスタントを務めた。2010年11月7日の放送も佐藤が中澤の代役を務め、中澤の休暇時は佐藤の代行が多い。

### 短縮放送
- 北京オリンピック開催中の2008年8月17日は女子マラソン、8月24日は男子マラソン中継、それぞれを放送するために当番組を短縮し、8月17日は11時45分から15分のみ、8月24日は11時から1時間、いずれも安住と中澤が出演して生放送した。
  - 2008年8月24日は「おでかけリサーチ」と「ゲストdeダバダ」を休止して放送した。
- 2023年10月15日はマラソングランドチャンピオンシップ中継のため10:30からの短縮放送となり、オープニングトークを短縮した以外はほぼ通常の編成で対応した。

### NHKから出演依頼および生放送中に電話
- 安住は、熊本大学教育学部附属中学校 略称：熊教中[注 31]の合唱を聴いて以来、番組内で合唱好きであることを公言しており、オープニングで熱く語るなどしていたが、NHK全国学校音楽コンクール（Nコン）のスタッフに伝わり、コンクール特別番組へ出演依頼があったことを2010年3月21日のオープニングで発表した。許可が無いにもかかわらずNHKの担当者へ架電したが担当者は不在で、プロデューサーや安住らは怒られるのではないかと「ドキドキワナワナ」した。安住が出演した『Nコン2010スペシャル 合唱のちから』が4月29日にNHK総合テレビで放送された。

### 給与を巡る発言
- 本番組はTBSラジオの番組であるが、安住を含めた全ての「TBSアナウンサー」がTBSテレビの社員であるため[注 32]、2017年6月25日の放送で「TBSラジオからお給金が1銭も出ていない」[22]と、TBSテレビが社員アナウンサーをTBSラジオへ在籍出向として扱っている状況を表現した。

### TBS関係者以外の人物によるパーソナリティの代行
- 安住は2018年10月に夏季休暇を取得する際に、自身が所属するTBSテレビのアナウンサーではなく、毎日放送 (MBS) アナウンサーの福島暢啓を休暇中（同月7日放送分）のパーソナリティ代理に指名。このような事情から、同日には『福島暢啓の日曜天国』（ふくしまのぶひろのにちようてんごく）というタイトルで当番組を放送した。福島がMBSラジオ（当時はラジオ・テレビ兼営局だった毎日放送のラジオ放送部門）で複数の冠番組を担当していることや、同局がTBSラジオと同じくJRNへ加盟していることに加えて、安住がアナウンサーとしての福島の将来性をかねてから高く評価していることによる[23]。抜擢時点の福島は『サタデープラス』（毎日放送の本社が制作するJNN全国ネット番組）のレギュラー陣の1人で、過去に同局やTBSテレビが全国ネット向けに制作した複数の特別番組にも登場しているが、TBSラジオ制作番組および関東ローカル番組への出演は初めてであった。
  - MBSラジオの『次は〜新福島!第2章=めばえ=』（2018年度のナイターオフ期間限定番組で福島がメインパーソナリティを担当）では、福島が当番組に出演する前後から、当番組リスナーの投稿によるメッセージを相次いで紹介。『次は〜新福島!』のリスナーも当番組の聴取やメッセージ投稿を始めるなど、リスナーの「相互乗り入れ」に発展していた。このような経緯から、2019年1月1日にMBSラジオで放送された新春特別番組『MBSラジオ亥の一番!次は～新福島!猪ベリグ大新年会!』[24]で、毎日放送本社（大阪市北区茶屋町）内での事前収録企画ながら安住と福島の対談が実現している[25]。1月6日にMBSテレビが関西ローカルで放送した『MBSマンスリーリポート』では、福島に関する特集で『福島暢啓の日曜天国』のオープニング音源が流された。
  - MBSラジオで福島が通年でパーソナリティを務めてきた『福島のぶひろの、どうぞお構いなく。』が2020年3月21日放送分で終了することを同月14日放送分で発表したことを受けて、翌15日のTBSラジオ番組表では、当番組の紹介文に「あるじが帰ってきますどうぞお構いなく」というフレーズが組み込まれていた。ただし、福島は同日の当番組に出演していない。
  - 福島は、2021年4月4日からTBSラジオで当番組の前枠（8:00 - 10:00）に編成されている『地方創生プログラム　ONE-J』（TBS・MBSを含むJRN32局ネットの生放送番組）において、同年6月27日放送分の「ローカルレコメンド」（ネット各局の電話リポートを放送するコーナー）に出演[注 33]。出演に際しては、安住からの評価や『日曜天国』のパーソナリティに起用された経緯を、パーソナリティの本仮屋ユイカが紹介した。福島によるJRN全国ネット向け生放送番組への出演は「ローカルレコメンド」が初めてであったが、10月1日から放送中の『THE TIME,』（安住が月 - 木曜日の総合司会を担当するJNN28局ネットの生放送番組）には、「列島リアルタイム中継」の毎日放送（近畿広域圏・徳島県）担当キャスターとして頻繁に登場している。
- 安住は2019年の夏季休暇に、古舘伊知郎に休暇中の代演を依頼した。MBSラジオの2022年新春特別番組『福島のぶひろの大新年会!おめでとう日本!』内で放送された福島・古舘の対談企画[注 34]では、当番組のパーソナリティ代理を務めるまでの経緯を2人が語った。
- 安住は2023年8月6日放送分に、本人曰く「『ただ事ではない』という感じ」のガラガラ声で出演。「（当日の）朝起きたら、急に声がガラガラになっていた」という有様だったため、リスナーに対して「『お聞き苦しく申し訳ない』と言うしかありませんが、今日は2時間、この（ガラガラ）声でお付き合いいただきます」との断りを入れてから本番に臨んでいた。実際には放送中の検温で発熱が確認されなかったものの、「発声の不調が本番中に解消する目途が立たない」との判断に至ったため、オープニングから14分ほど出演しただけでアシスタントの中澤をスタジオに残して退席。その際に、当番組の「ヘビーリスナー」であることを公言している永山裕子に向けて、TBSラジオのスタジオで自分の代わりに当番組を進行することをラジオ越しに急遽依頼した[26]。永山は「水彩画の大家」とされる画家で、当番組で2011年と2012年にオリジナルのポストカードを製作した際に絵を描き下ろすほど、当番組や安住との縁がかねてから深かった。
  - 安住が退席してからは中澤だけで生放送を進行していたが、「（オープニングからの一部始終を）ラジオで聴いていた」という永山が、11:00頃にTBSラジオのスタジオへ到着。「まさか（安住から自分にスタジオへの）招集が掛かると思わなかったので、びっくりしてズボンを（外出用に）履き替え（てスタジオに駆け付け）た」と言いつつも、安住の代理をエンディングまで務めた。なお、番組の終盤には永山やリスナーに対する安住からのコメントを紹介。このコメントでは、「今日は御迷惑をお掛けしました。永山先生、いつも頼りにしています」という表現で永山に感謝の意が示された一方で、永山をよく知らないリスナーに対して「（永山のことをインター）ネットで調べて下さい。少なくとも、（生放送で）急に呼びつけて（TBSラジオのスタジオまで）来て下さるような方ではありません」との紹介が為されていた[26]。
  - 安住は発声の不調から回復しないまま、翌日（8月7日）から8月9日（水曜日）まで『THE TIME,』を急遽休演[27]。9日の放送に際しては、「ガラガラ声」の原因が（インフルエンザや新型コロナウイルスなどの）感染症ではなく、（同日の時点で処方薬の手配が追い付かないほど流行している）喉風邪である旨のメッセージを同番組に寄せていた[28]。なお、『THE TIME,』には8月10日（木曜日）、当番組には13日から出演を再開。
  - この回のオープニングは12月17日（日曜日）放送の『爆笑問題の日曜サンデー』内「TBSラジオ珍プレー好プレー大賞2023」にノミネートされ、3位に入賞。
  - なお、安住は2015年8月9日の放送でも声の不調によりオープニングの途中で退席した。この時は10時台は古川博志（担当当時TBSラジオ営業統括局局長）、吉野寿雄、TBS放送センター内にたまたまいて安住の呼び掛けに応じた通りすがりの人が交代でピンチヒッターを務めたあと、11時台はさばいてにち10の柴田と先述の永山が交代で出演した。
- 安住は2024年10月の夏季休暇に、声優の佐倉綾音に休暇中の代演を依頼した。休暇前週の9月29日の放送では、佐倉が『日笠・佐倉は余談を許さない』（文化放送）のパーソナリティーを務めていることを踏まえ、「AMラジオの未来を託して楽しみにしたい」と紹介[29]。佐倉は代役当日の冒頭で、自身が不登校だった15歳の頃から『日曜天国』のリスナーだったことを明かし、スタッフからの要請により通常の自身の喋りよりゆっくりしたテンポで番組を進行した[30]。

## サウンドトラック
- オープニングテーマは番組オリジナルの音源が使用されるため、ポッドキャストおよび、TBSラジオクラウドでもそのまま使われている。
- Messengers（メッセンジャーズ）“That's The Way A Woman Is”（「気になる女の子」）/ メッセージテーマ発表、およびその直後のメッセージ紹介時のBGM
  - ポッドキャストやラジオクラウドでオープニングから配信する時は著作権の関係上、引き続き先述のオープニングテーマを使用。
- 探偵物語 remix これにて一件落着より"Bad City -readymade 524 mix-" / 10時台1回目の交通情報終了後コマーシャルに入る前に流れるメッセージ募集のジングル
- The Bamboos "Tighten Up" / さばいて にち10のBGM
- ナースのお仕事2 サウンドトラックより"DADABADA" / にち10ダバダのBGM
- The Mighty Imperials "Cold Sweat" / ゲストdeダバダのBGM
- Joe Satriani（ジョー・サトリアーニ）"Crowd Chant" /次回予告のBGM

## その他
- 年に複数回不定期に休止され、TBSラジオショッピングに変更される場合がある。主に番組改編期の3月と9月最終週を中心に休止されている。
- 元日が日曜日の場合はニューイヤー駅伝をテレビとサイマル中継のため休止する。
- 安住本人の意向[注 35]により2019年3月までradikoのタイムフリーに対応していなかった。ポッドキャストの後続サービスであるTBSラジオクラウドで番組の一部が聴取可能である。
  - 2017年10月1日の放送は、放送開始から約30分間程度エリアフリーによる関東地方以外からの聴取ができず、救済措置として放送終了後から当日の放送に限りタイムフリーの聴取対応が発表された[31]。
  - 2019年4月7日放送分から、実験的にタイムフリーの後、正式に聴取対応が行われており、2021年1月3日放送回では2019年3月までとは対照的にタイムフリーのみの配信となった。
  - 2022年1月8日にYouTubeで番組の公式チャンネルを開設。毎回放送終了後に楽曲・CM・交通情報を割愛し、BGMを差し替えた当日の放送をほぼそのまま投稿しているほか、不定期に過去のオープニングトークを傑作選として投稿している。なお、当日の出演者によっては一部コーナーはカットの上で投稿される事がある[注 36]。